# Чернецтво

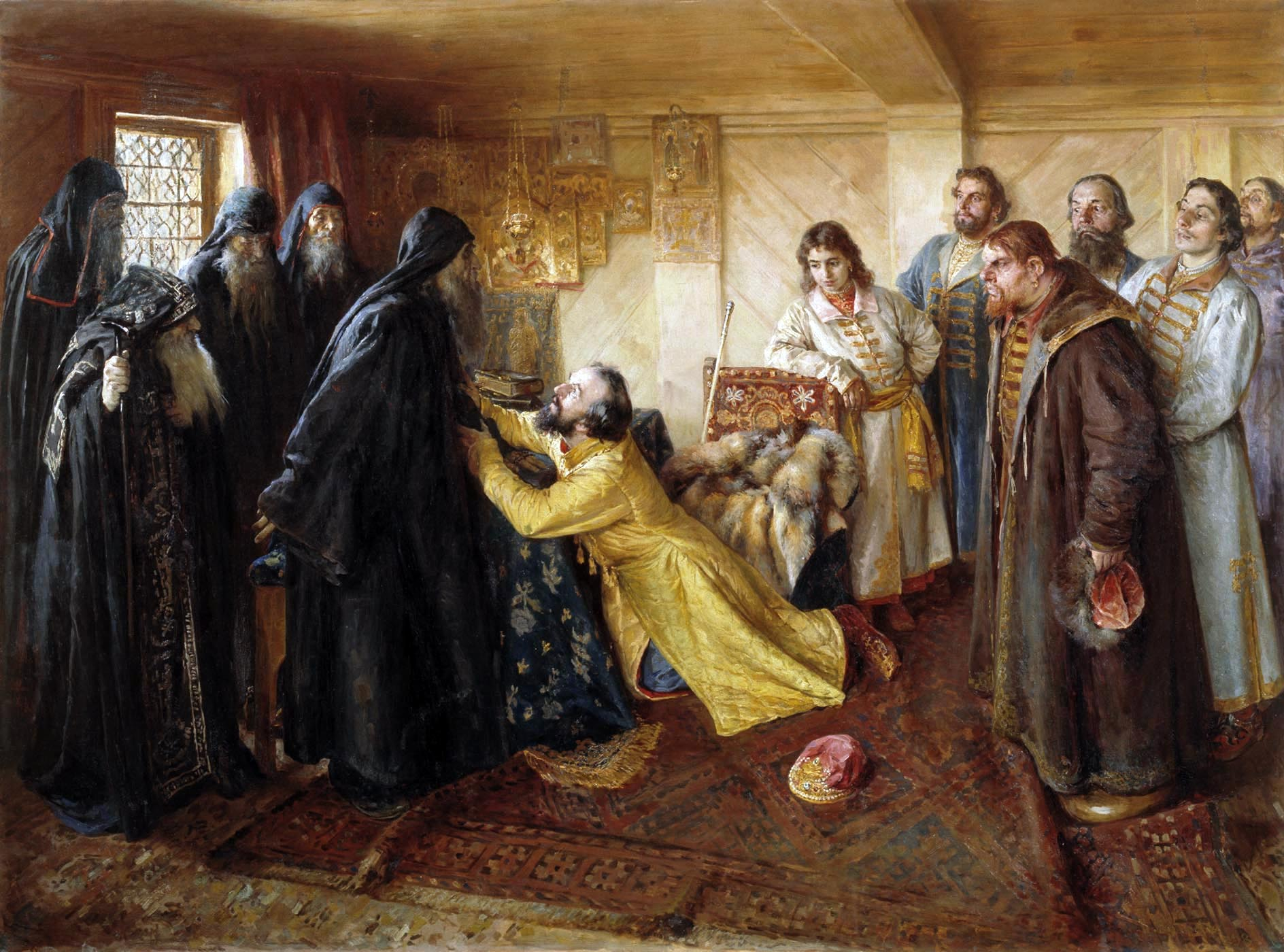
Цар Іван Грозний просить ігумена Корнилія постригти його в ченці. Картина Клавдія Лебедєва (1852—1916), олія на полотні.

Черне́цтво — частина (т. зв. чорного) духовенства, складається з ченців, черниць або монахів, монахинь (грец. монахос — самітник). Це особи, які, відмовившись від світського життя, перебувають у спеціальних гуртожитках, монастирях, скитах-лаврах або в цілковитому усамітненні. Вони посвячуються на службу Богові, прагнучи до досконалості життя і віддаючися молитві та покаянню, а ради нього також служінню ближнім, виконуючи діла милосердя (сиротинці, школи, шпиталі й взагалі опіка над хворими, доми для старших осіб, пастирське
служіння тих ченців, які приймають свячення).

## Православне чернецтво

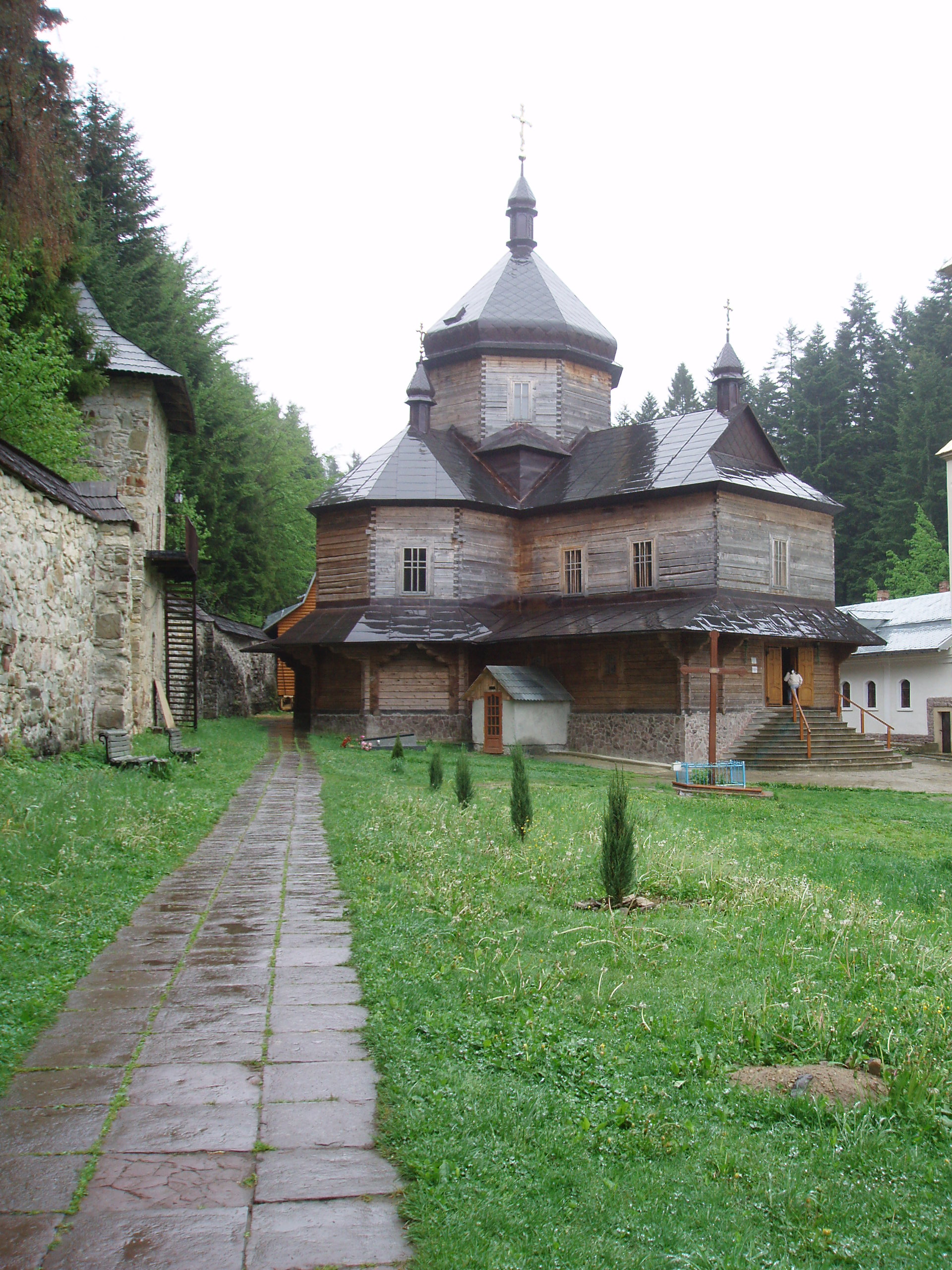
Манявський скит

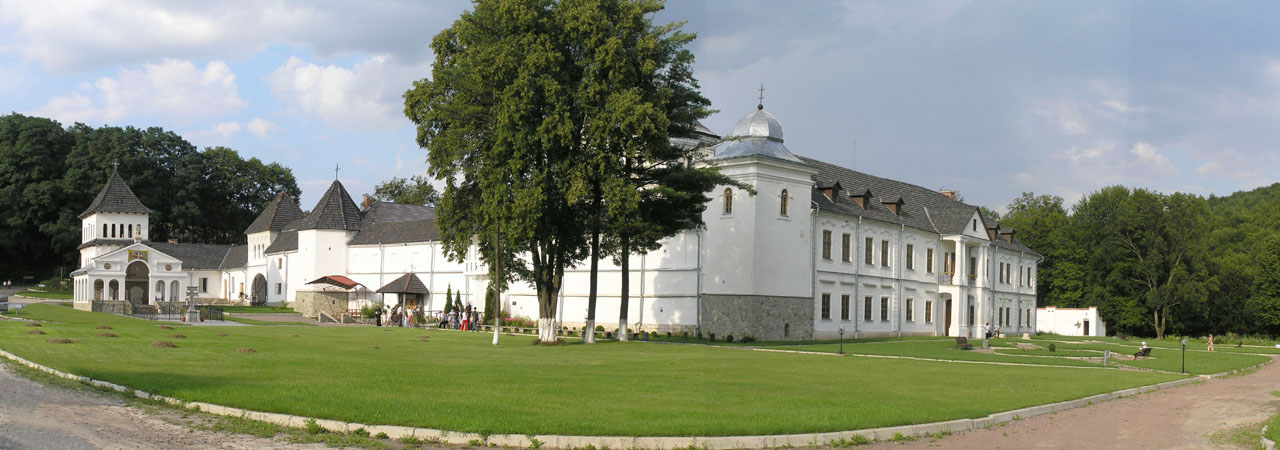
Унівська лавра

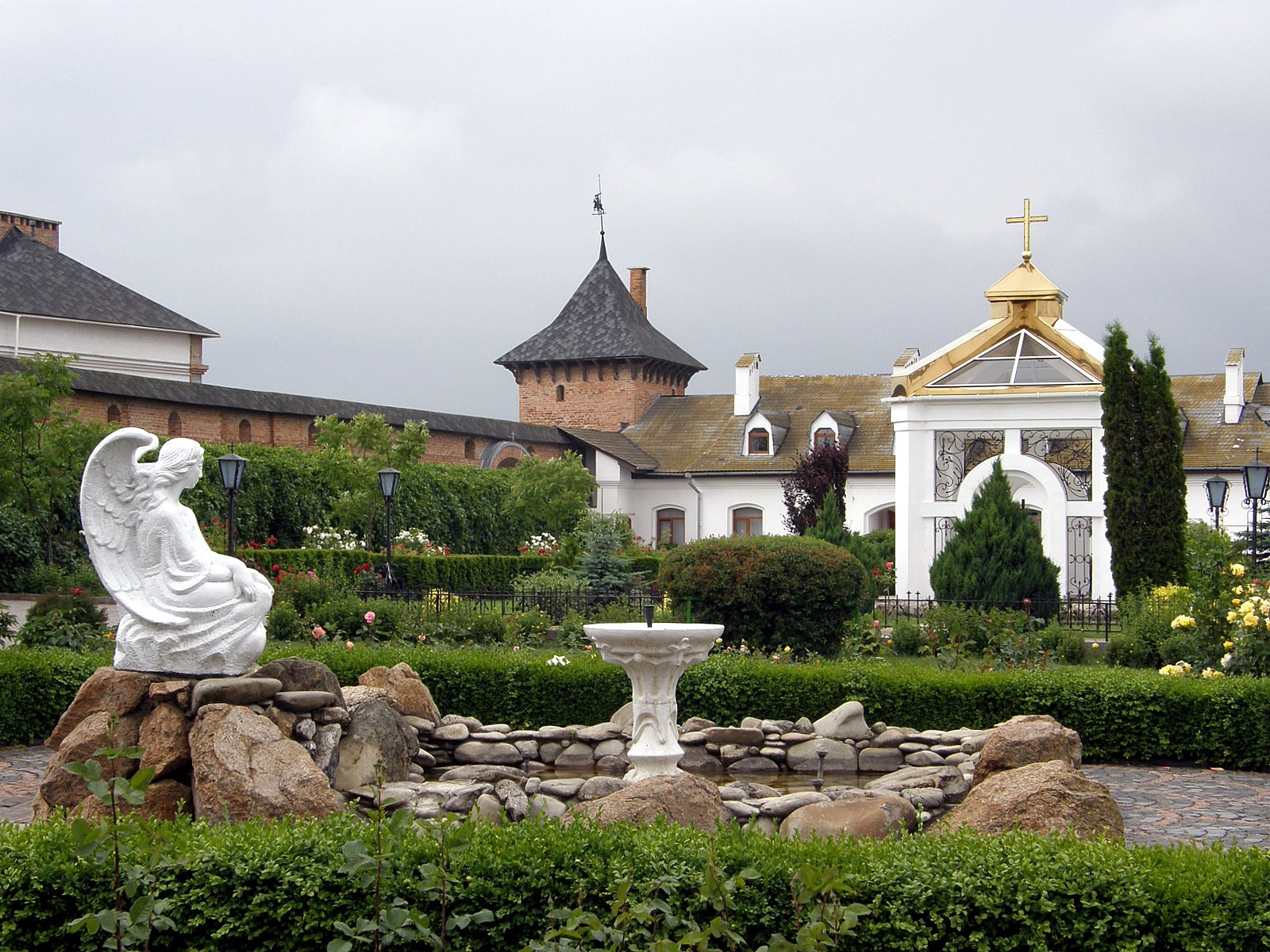
Зимненський Свято-Успенський Святогорський ставропігійний жіночий монастир

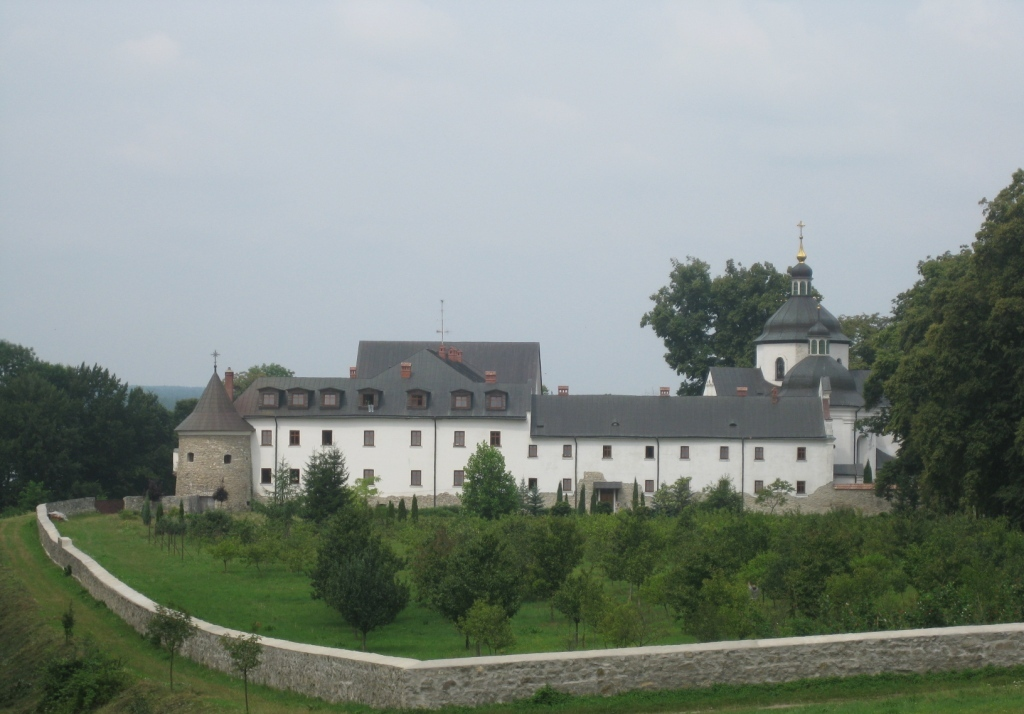
Крехівський монастир

Чернець зрікається родинного життя і перебуває у безженстві (так звана обітниця-приречення чистоти), приймаючи невибагливе і вбоге життя (обітниця убозтва). Однак, не всі ченці, зокрема на сході, складали формальне приречення-присягу на «обітниці». Побут ченців і зобов'язання регулюються чернечим уставом, в Україні зазвичай студитським і василіянським. Залежно від чину ченці носять спеціальний, переважно чорний одяг. При постриженні (посвяченні), що має три ступені, чернець дістає, звичайно, нове ім'я, що підкреслює зміну попереднього життя, хоч це тепер, зокрема в католицькій церкві, не обов'язкове. Світські особи, що готуються стати ченцями, звуться послушниками, вони живуть у монастирях, де виконують різні послуги («послухи») при богослужбах, у господарстві, на монастирських підприємствах. Частина ченців (у Католицькій Церкві більшість) залишається в контакті зі світом: працюють активно в пастирстві, очолюють парафії, обслуговують шпиталі, школи, притулки, працюють у науці тощо.
Чернечий стан сам собою не включає жодних свячень, і давніше, зокрема на Сході, свячення приймало тільки невелике число: ті, що були потрібні до духовної обслуги в самих монастирях і їхніх церквах. Такі ченці із свяченням (диякони, ієреї, єпископи) творять так зване «чорне» духовенство. Загал чернецтва перебуває у монастирях, де вони отримують усе потрібне, а свою працю віддають на користь монастиря. У деяких монастирях на Сході, зокрема не католицьких, частина ченців сама дбає про свої щоденні потреби, збираючися разом тільки на спільні моління, й тому зберігає свої добра і ними адмініструє. Ті ченці працюють у рільництві, обслуговують майстерні, школи, шпиталі, беруть жваву участь не тільки в богослужбах, але й у душпастирстві. Довгий час вони були єдиними носіями освіти й культури, мистецтва.
В Україні давніше існувала й нечисленна група мандрівних ченців, що, шукаючи або вдосконалення, або кращих умов життя[перевірити], не жили в одному монастирі, а мандрували з одного до іншого.
Чернецтво (монастирська «братія») підлягають ігуменові («зверхник» грецькою мовою), якого вони обирають; виборні бували також інші чернечі пости. Великі монастирі очолювали звичайно архімандрити, що їх у давнину обирали з участю світських, а пізніше їх здебільше призначали тільки світськими (правом подавання) та вищою духовною владою. На Сході, всі монастирі були незалежні один від одного й підпорядковувалися місцевому єпископу; федерації, еґземпції та ставропігії прийшли значно пізніше.
:Див. також: Схима

### Чернецтво в Україні
В Україні чернецтво з'явилося з початком християнства; є відомості, що при Десятинній церкві існував монастир уже у X ст. та що 1017 згорів Софійський монастир. З 1062 року в Києві існувала велика громада ченців у Печерському монастирі, а у XII ст. в Києві вже було 17 монастирів. За княжих часів усі митрополити та єпископи в українській церкві традиційно були з-поміж ченців і мали вплив на світські справи. У XVI–XVII ст., з поширенням права подавання, на монастир мали великий вплив світські особи. Призначення ігуменів та архімандритів відбувалося тоді часто поза церковною зверхністю, і сторонні особи використовували майно монастирів, збіднювали ченців та вносили заколот у їхнє життя. Суперництво, напади, сутички знижували духовний рівень чернецтва, хоч і тоді окремі ченці й чернечі громади були центрами релігійного і культурного життя. У монастирях працювали визначні богослови і письменники (Мелетій Смотрицький), а у ченці постригалися члени княжих й інших визначних родів; так, у кінці XVI ст. стали ченцями: князь Димитрій Зубровицький, Олександер Санґушко, Іван Тишкевич; у монастирі перебувала мати гетьмана Івана Мазепи Марія Магдалина. Українські ченці прислужилися освіті сусідніх країн, зокрема у першій половині XVIII ст. — Росії, наприклад, ієрархи Стефан Яворський чи Теофан Прокопович, що залишили слід у літературі й богословії. Чернечі громади ставали центрами культури вже з самого початку заснування таких монастирів як Києво-Печерська та Почаївська лаври, Дерманський монастир. У XVII ст. заснувалися такі чернечі громади, як Манявський скит (1611), монастирі Густинський (1612), Богоявленський у Києві (1615), Мгарський у Лубнах (1619).
У XIX ст., коли українське чернецтво у межах Російської імперії було русифіковане, національно-культурну діяльність провадили у Галичині і на Закарпатті греко-католицькі ченці, й деякі з їхніх монастирів (у Жовкві й Мукачеві) стали визначними культурно-освітними і релігійними центрами. У Бучацькому, Лаврівському, Дрогобицькому монастирях ЧСВВ ченці мали школи. У монастирі св. Онуфрія у Львові зберігалася бібліотека з цінними рукописами, василіянський архів та картинна галерея.
Перед Жовтневим переворотом 1917 року на Українських землях у межах тодішньої Російської імперії було 129 чернечих громад (чоловічих 81 і жіночих 48), які об'єднували близько 17 000 ченців (10 000 жінок і 7 000 чоловіків).
У 1918–29 роках більшість монастирів у СССР було ліквідовано. За Другої світової війни 1941–44 років на центральних і східних українських землях були чинними 16 монастирів. У 1946 році в усьому СССР діяли 104 монастирі; у 1949 році було 4 886 ченців; це число зменшилося 1959 року до 47 монастирів (за Російської імперії їх було 910) з 2 836 ченцями. У 1960-х роках почалося знову переслідування чернецтва, 1963 року закрито Києво-Печерську лавру. На початку 1970-х років в СССР залишилося тільки 16 монастирів з 1273 ченцями, у тому числі 75 % жінок. В Україні 1970 року було 9 монастирів (7 жіночих і 2 чоловічих) з 840 ченцями, зокрема 600 черниць. Більшість ченців — це старші віком люди (понад 65 років) з початковою освітою, рідко з середньою, і тільки 4 були кандидатами богослов'я. Перешкоди на поповнення молодих кандидатів у ченці створювала сама московська патріархія; вона заборонила приймати у ченці осіб, молодших від 30 років. 1964 року за антисовіцьку діяльність вигнано з Почаївської лаври багато ченців.
Чернецтво в Українській католицькій церкві набрало дещо відмінної структури і розвинуло багатогранну церковно-культурну діяльність. Поза Україною тепер діє 6 чоловічих і 5 жіночих чинів-згромаджень та один інститут катехиток, до них зближений.
Титул «чин» мають василіяни, студити, східні гілки бенедиктинців та францісканців й сестри василіянки. Всі інші, які постали за останнє століття, звуться згромадженнями. І чини, і згромадження централізовані на зразок західного чернецтва: всі вони включені також до активного душпастирського життя поза монастирями, за винятком суто замкненого монастиря сестер василіянок у Північній Америці, в Асторії. Ті, що поширилися на більше країн, поділені на провінції, які підлягають провінційним настоятелям (протоігуменам тощо), а всім чином-згромадженням керує головний настоятель (протоархимандрит, архімандрит, генеральний тощо). Разом з радою їх обирають на різний час. З минулого століття нема вже доживотних архімандритів-настоятелів одного монастиря. До чернецтва допускаються ті, що відбули першу пробу — новіціят, який триває 2–3 роки, і то з 18-літнього віку. Друга проба-школа триває звичайно 6 років, по яких кандидат може бути допущений до остаточних приречень, так званих вічних обітів, а в чинах — до так званої професії тих обітів; тільки після них можна приймати будь-які свячення. До минулого століття лише з ченців обирали єпископів Української католицької церкви.
1939 року в УКЦ було близько 70 чоловічих чернечих осідків і понад 1 000 ченців та понад 200 жініночих монастирів з понад 1 400 сестер-черниць. Тепер поза Україною є 53 чоловічі чернечі доми; всіх ченців 725, зокрема близько 300 в Україні та 218 жіночих монастирів і близько 2400 всіх черниць, зокрема близько 800 в Україні. Близький до них посвятою і працею Інститут катехиток у Бразилії має 6 осідків і понад 100 членів.

### Сучасний стан чернецтва
Сучасний стан чернецтва в діяспорі й в Україні (приблизні числа):
- Василіяни — найстарший чин, централізований 1617 року, який у XVIII ст. нараховував 178 монастирів і 1 225 ч., у тому ч. 944 священників. До 1939 року мав 49 монастирів і 686 ч., тепер — 39 чернечих осідків і бл. 500 ченців, у тому ч. бл. 200 в Україні;
- Студити були відновлені на поч. XX ст., 1939 року мали 10 чернечих осідків і 225 ч., тепер 2 доми і бл. 20 ч. у діяспорі та бл. 100 в Україні;
- Редемптористи — сх. гілка, яку 1913 року заснував митр. А. Шептицький з гол. метою — місії для народу. 1939 року вони мали 9 домів з 151 ченцями, тепер — 6 чернечих осідків і близько 60 ченців та близько 100 в Україні.
- Салезіяни — це сх. гілка, існує з 1930 року. Мають тепер один осідок і бл. 20 ч.;
- Франціскани — сх. гілка, існує з 1945 року. Мають 1 дім і бл. 10 ч.;
- Бенедиктинці, сх. гілка, заснована в Пітсбурзькій єпархії з 1948 року. Мають 1 монастир і бл. 15 ч.;
- Сестри Василіянки мають головне завдання — виховання молоді. Перед війною мали 26 домів і бл. 300 черниць; тепер — 65 домів і бл. 800 сестер, у тому ч. бл. 350 в Україні;
- Сестри Служебниці, діють з 1892 року, опікуються вихованням дітей (сиротинці, школи тощо) та хворими. 1939 року мали 124 осідки і 711 сестер; тепер — 125 чернечих домів та понад 1 000 сестер, у тому ч. понад 300 в Україні;
- Сестри св. Анни, діють з 1930 року в Бразилії, завдання — виховання молоді і діла милосердя. Мають 11 чернечих домів і бл. 80 сестер;
- Сестри місіонерки Божої Матері діють з 1944 року у сфері виховання молоді і поширення доброї преси. Мають З доми і бл. 20 сестер;
- Йосифітки, існують з 1894 року для опіки над хворими і старшими. 1939 року мали 25 домів і бл. 100 сестер, тепер — 14 осідків і бл. 60 черниць;
- Йосафатки діють з 1911 року. 1939 року мали 10 домів і бл. 40 сестер; Студитки існують з 1921 року. 1939 року мали 7 домів і 71 сестру; Мироносиці існують з 1910 року для опіки над хворими й адорації Найсвятіших Тайн. 1939 року мали 3 доми і 94 сестри;
- Сестри св. Родини існують з 1912 року для опіки над хворими і церквами. 1939 року мали 8 чернечих осідків і бл. 50 сестер;
- Сестри св. Вінкентія, сх. гілка зах. згромадження, працюють у шпиталях. 1939 року мали 3 осідки і 80 сестер;
- Катехитки Серця Христового існують з 1940 року в Бразилії для поширення світського апостоляту між народом. Вони не є черницями, але посвятою і працею дуже до них зближені. Мають 6 домів і понад 100 членів.

На українських землях після Другої світової війни були закриті всі українські католицькі чернечі осідки, а ченців і черниць розігнано. Багато з них ще залишилося в живих, і в рамках можливостей далі продовжують свою діяльність, маючи також і молодих, які їм допомагають.

## Лаври в Україні

### Православна церква

#### Києво-Печерська лавра
Києво-Печерська лавра — православний монастир, заснований у 1051 році монахами Антонієм і Феодосієм у печерах біля літньої княжої резиденції Берестово поблизу Києва.

#### Чернецтво з гори Почаївської
Почаївська лавра — одне з найсвятіших мальовничих місць на території Західної України, яке також має цікаву багатовікову історію.

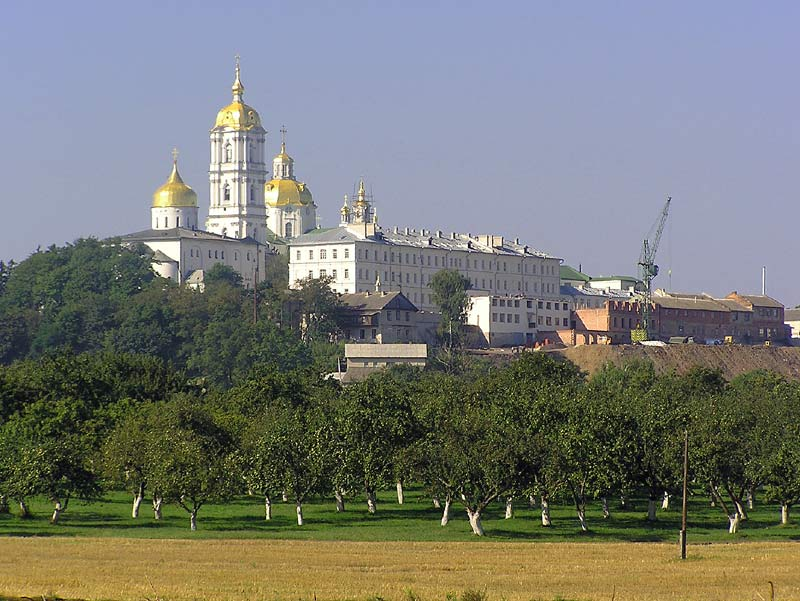
Почаївська лавра. 2005 р.

Чернецтво на горі Почаївській йде корінням у давні часи Хрещення Русі: за першопрестольним Києвом Волинь вважалася найдавнішою серед християнських земель на Русі. Після свого хрещення, рівноапостольний князь Володимир привів на Волинь грецьке і болгарське духовенство і взявся за хрещення сіл та міст.

### УГКЦ

#### Унівська Лавра
Свято-Успенська Унівська Лавра Студійського уставу — один із найдавніших монастирських комплексів України, центральна обитель Галицької єпархії впродовж XIV–XVIII ст.ст., осередок чернечого життя монахів Студійського уставу, унікальний архітектурний ансамбль-пам'ятка.